# Stipa styriaca
Stipa styriaca là một loài thực vật có hoa trong họ Hòa thảo. Loài này được Martinovský miêu tả khoa học đầu tiên năm 1970.